# Luiz Parreiras
Luiz Carlos Ruckert Parreiras (Niterói, 11 de julho de 1941 – São Caetano do Sul, 5 de janeiro de 2020) foi um ator de cinema, teatro e televisão brasileiro.

## Vida Pessoal
Foi casado com a fotógrafa Beatriz Maria Tereza Zacarelli Parreiras, teve uma filha chamada Iara. Namorou com a atriz Maria Gladys (1964), com a atriz e cantora Valéria (1964), com a bailarina Bruna Fernandes (1977/1981), uma filha: Nina; e com Joceli Casarini (1981/2003), teve um filho chamado Yan.

## Carreira
Destaque em novelas da TV Tupi década de 1960 e 1970, como Os Irmãos Corsos e Os Apóstolos de Judas, também foi protagonista em novelas do SBT, como A Leoa, e destaque na novela O Rei do Gado, de 1996, da Rede Globo.

### Teatro
- Chiquinha Gonzaga, Ó Abre Alas[4][5]

### Televisão
- 1966 - Os Irmãos Corsos
- 1976 - Os Apóstolos de Judas
- 1982 - A Leoa - Júlio
- 1983 - Moinhos de Vento - Emilio
- 1983 - Sombras do Passado
- 1996 - Irmã Catarina - Cardozo
- 1996 - Antônio dos Milagres - Padre Mário
- 1996 - O Rei do Gado - Orestes Maia
- 1997 - Canoa do Bagre[6] - Aníbal

### Cinema
- Emanuelle Tropical, 1977
- Sede de Amar, 1979

## Atleta
Pelo Club de Regatas Vasco da Gama, foi atleta do polo aquático e da natação.

## Morte
O ator morreu em 5 de janeiro de 2020, vitima de um acidente vascular cerebral.